# キティブタバナコウモリ
キティブタバナコウモリ（Craseonycteris thonglongyai）は、哺乳綱コウモリ目（翼手目）ブタバナコウモリ科ブタバナコウモリ属に分類されるコウモリ。本種のみでブタバナコウモリ科ブタバナコウモリ属を構成する。

## 分布
タイ西部（カーンチャナブリー県サイヨーク郡）固有種

## 形態
体長2.9-3.3センチメートル。前腕長2.1-2.6センチメートル。翼開張15-17センチメートル。体重2-3.2グラム。コウモリ目最小種で哺乳綱でも最小種の1つとされる。
尾がない。背面の毛衣は褐色や赤褐色、灰色。
耳介は大型で、耳珠がある。飛膜の色彩は暗色。左右の後肢の間にわずかに尾膜がある。

## 生態
単独から500頭にもなる大規模な群れを形成して生活する。
食性は動物食で、昆虫を食べる。
繁殖形態は胎生。4-5月に1回に1頭の幼獣を産む。寿命は5-10年以上と考えられている。

## 人間との関係
観光客による生息地の撹乱、採集などによる個体数の減少が懸念されている。

## ギャラリー

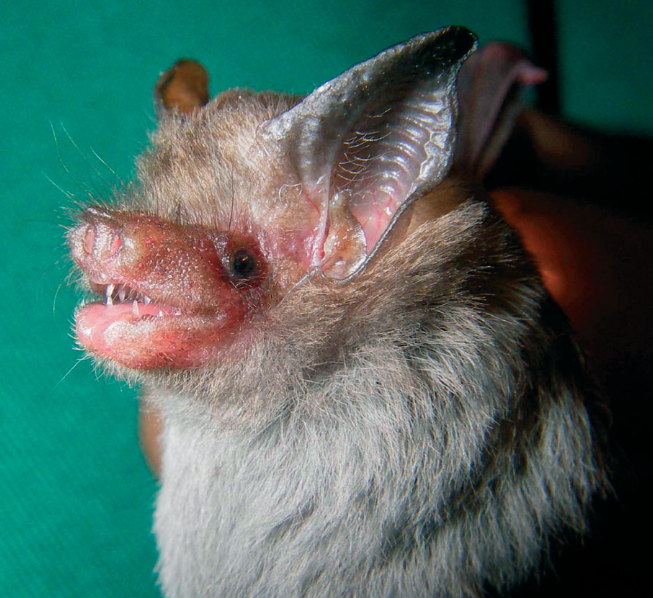
頭部
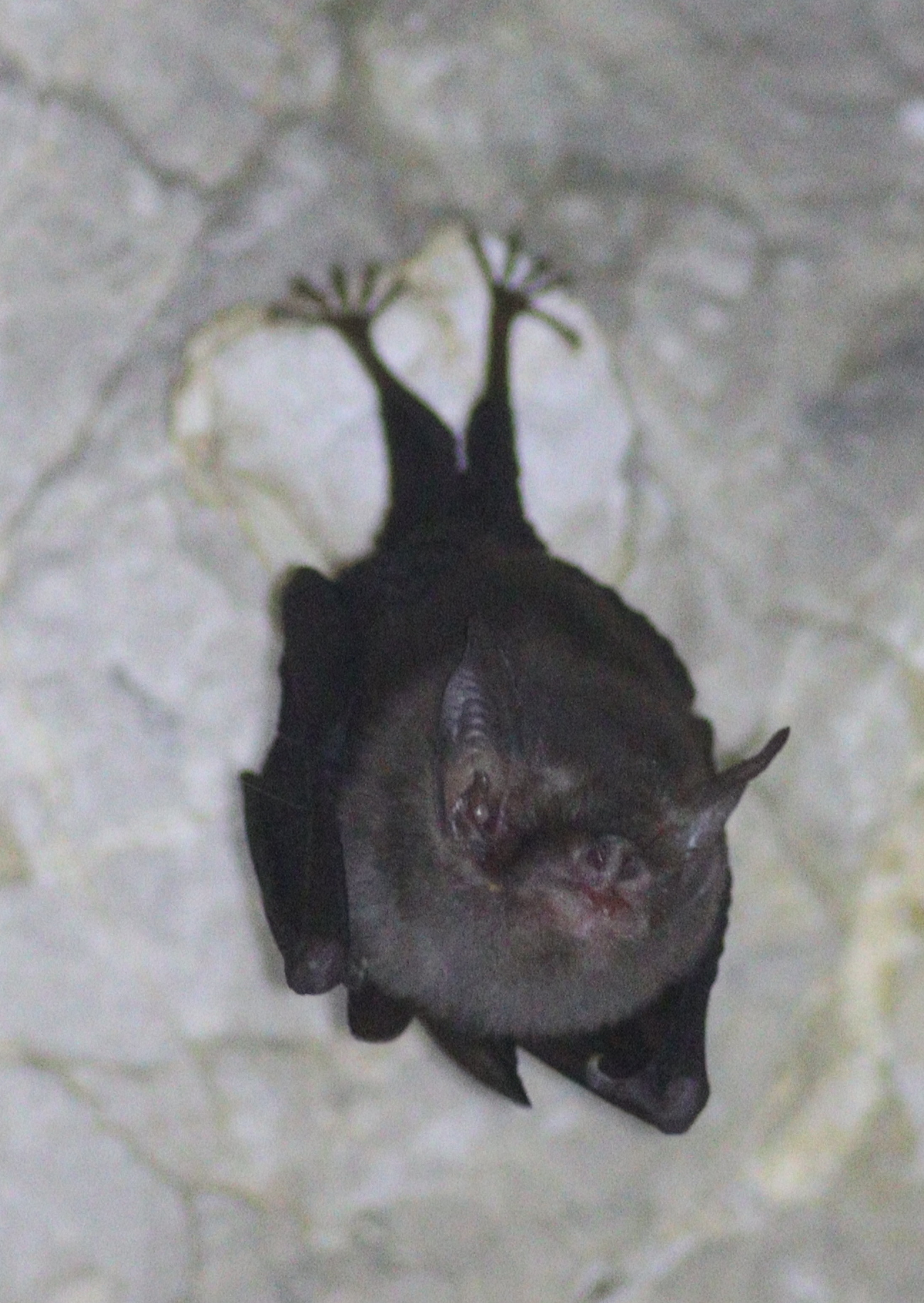
ぶら下がる様子